# Pretty Paper
Pretty Paper es el vigesimoquinto álbum de estudio del músico estadounidense Willie Nelson publicado por la compañía discográfica Columbia Records en noviembre de 1979. El álbum, el último de Nelson publicado en la década de 1970, incluye canciones navideñas y villancicos. Alcanzó el puesto once en la lista estadounidense de álbumes country y el 73 en la lista general Billboard 200.

## Grabación
Cuando Willie Nelson estaba comenzando su carrera musical, aun tenía un contrato como compositor y escribió «Pretty Paper», grabada por Roy Orbison. El tema de Orbison alcanzó el puesto 15 en la lista estadounidense Billboard Hot 100 en 1963. Un año después, Nelson grabó su propia versión de «Pretty Paper». Dieciséis años más tarde, regrabó la canción y la convirtió en el título de un álbum propio con villancicos. Willie y su hermana Bobbie Nelson volvieron a grabar una versión de la canción en su álbum Hill Country Christmas.
Desde entonces, «Pretty Paper» ha sido versionada por artistas como Glen Campbell (1968), Mickey Gilley (1976), Randy Travis (1986), Asleep at the Wheel (1997), Kenny Chesney (2003), Chris Isaak (2004), Reverend Horton Heat (2005) y Emmy Rossum (2013).

## Lista de canciones
1. "White Christmas" (Irving Berlin) - 2:44
2. "Winter Wonderland" (Felix Bernard; Richard B. Smith) - 2:24
3. "Rudolph the Red-Nosed Reindeer" (Johnny Marks) - 2:10
4. "Jingle Bells" (James Pierpont) - 2:08
5. "Here Comes Santa Claus" (Gene Autry; Oakley Haldeman) - 1:52
6. "Blue Christmas" (Billy Hayes; Jay Johnson) - 2:36
7. "Santa Claus Is Coming to Town" (J. Fred Coots; Haven Gillespie) - 2:10
8. "Frosty the Snowman" (Steve Nelson; Jack Rollins) - 2:23
9. "Silent Night" (Joseph Mohr; Franz Xavier Gruber) - 3:42
10. "Little Town of Bethlehem" (Phillips Brooks; Lewis H. Redner) - 1:27
11. "Christmas Blues (Instrumental)" (Willie Nelson; Booker T. Jones) - 3:12
12. "Pretty Paper" (Willie Nelson) - 2:22

## Personal
- Willie Nelson – guitarra acústica y voz
- Paul English – batería
- Chris Ethridge – bajo
- Booker T. Jones – teclados
- Rex Ludwick – batería
- Jody Payne – guitarra
- Mickey Raphael – armónica
- Bee Spears – bajo

## Posición en listas
| País           | Lista              | Posición |
| -------------- | ------------------ | -------- |
| Estados Unidos | Billboard 200      | 73       |
| Estados Unidos | Top Country Albums | 11       |